# Ferrari Berlinetta Boxer
Ferrari Berlinetta Boxer е един от автомобилите, произвеждани от Ferrari в Италия между 1973 г. и 1984 г. Той използва задно-средно разположен 180-градусов V12 двигател със задно задвижване. Този модел е заместил Ferrari Daytona с предно разположен двигател и задно предаване и е наследен от Ferrari Testarossa. Berlinetta Boxer е с дизайн, проектиран от Леонардо Фиорванти.
Производството на Berlinetta Boxer е било голямо стъпка за Енцо Ферари. За него шосеен автомобил със средно разположен двигател щяла да се окаже прекалено трудна за каране за неговите клиенти, но след много години е бил убеден от инженерите си да приеме тази конфигурация. В края на 50-те години марката започнала да губи състезателното си превъзходство заради съперници със средно разположени двигатели. Това също повлияло на решението му и така се появили поредицата от Dino състезателни автомобили със 180-градусови V4, V6 и V8 двигатели. Шосейните модели Ferrari Dino също използвали новоприетата конфигурация. Компанията преместила и V12 двигателите си в задната част на автомобила при състезателния модел Ferrari P, но Ferrari Daytona е била с предно разположен двигател. Чак през 1970 година се появява първият шосеен модел на Ferrai със средно разположен 12-цилиндров двигател.
Първоначално нито една Berlinetta Boxer се е продавала в Северна Америка, защото Енцо Ферари не вярвал, че има смисъл да се преработи модела за да спазва регулациите. Въпреки това, трети страни правели преработките и в САЩ се намират доста бройки.

## 365 GT4 BB
Първият „Boxer“ е бил моделът 365 GT4 BB, показан на Автосалон в Турино през 1971 г. Създаден с целта да се състезава с Lamborghini Miura, моделът е пуснат за продажба през 1973 г. на парижкия автосалон. 387 бройки са произведени, от които 88 са с десен волан (от тях 58 са били за Обединеното кралство), правейки го най-редкия модел от всички Berlinetta Boxer. Каросерията, проектирана от Pininfarina, следва дизайна на P6 модела и има скрити фарове.
| 365 GT4 BB             |                                           |
|                        |                                           |
| Произвеждан            | 1973–1976 387 произведени                 |
| Задвижване             |                                           |
| Двигател               | 12-цилиндров 4.4-литров боксеров двигател |
| 365 GT4 BB в Общомедия |                                           |

| BB 512             |                                           |
|                    |                                           |
| Произвеждан        | 1976–1981 929 произведени                 |
| Задвижване         |                                           |
| Двигател           | 12-цилиндров 4.9-литров боксеров двигател |
| BB 512 в Общомедия |                                           |

| BB 512i             |                                                              |
|                     |                                                              |
| Произвеждан         | 1981–1984 1007 произведени                                   |
| Задвижване          |                                                              |
| Двигател            | 12-цилиндров 4.9-литров боксеров двигател с горивна инжекция |
| BB 512i в Общомедия |                                                              |